# John Downman
John Downman (* 1749 in Ruabon; † 24. Dezember 1824 in Wrexham) war ein englischer Maler.
John Downman studierte kurzzeitig in Liverpool, bevor er 1768 nach London kam, wo er seine künstlerische Ausbildung unter Benjamin West an der Royal Academy of Arts erhielt. Von 1773 bis 1775 war er in Italien tätig. Nach seiner Rückkehr nach England spezialisierte er sich auf Porträtzeichnungen. Er arbeitete überwiegend in London und Chester. Seine Werke zeigen mythologische und biblische Motive sowie Darstellungen aus englischen Dramen und Dichtungen. Besonders erwähnenswert sind seine Porträtdarstellungen.
Zu seinen bekannteren Werken zählen die Porträts Sir Ralph Abercromby und sein Sohn, Miss Abbott (1793), Lady Hildyard (1792) und Baron Mulgrave. 
John Downman war als Porträtist auch bei der königlichen Familie hoch angesehen und schuf unter anderem Porträts der Adligen Georgiana Cavendish und Frances Stewart. Seine Fähigkeit, innerhalb kurzer Zeit viele Porträtdarstellungen zu schaffen, trugen zu seiner Beliebtheit bei. Dafür nutzte er eine Kreidetechnik, um bis zu zwölf Kopien eines Bildes herzustellen.

## Werke (Auswahl)

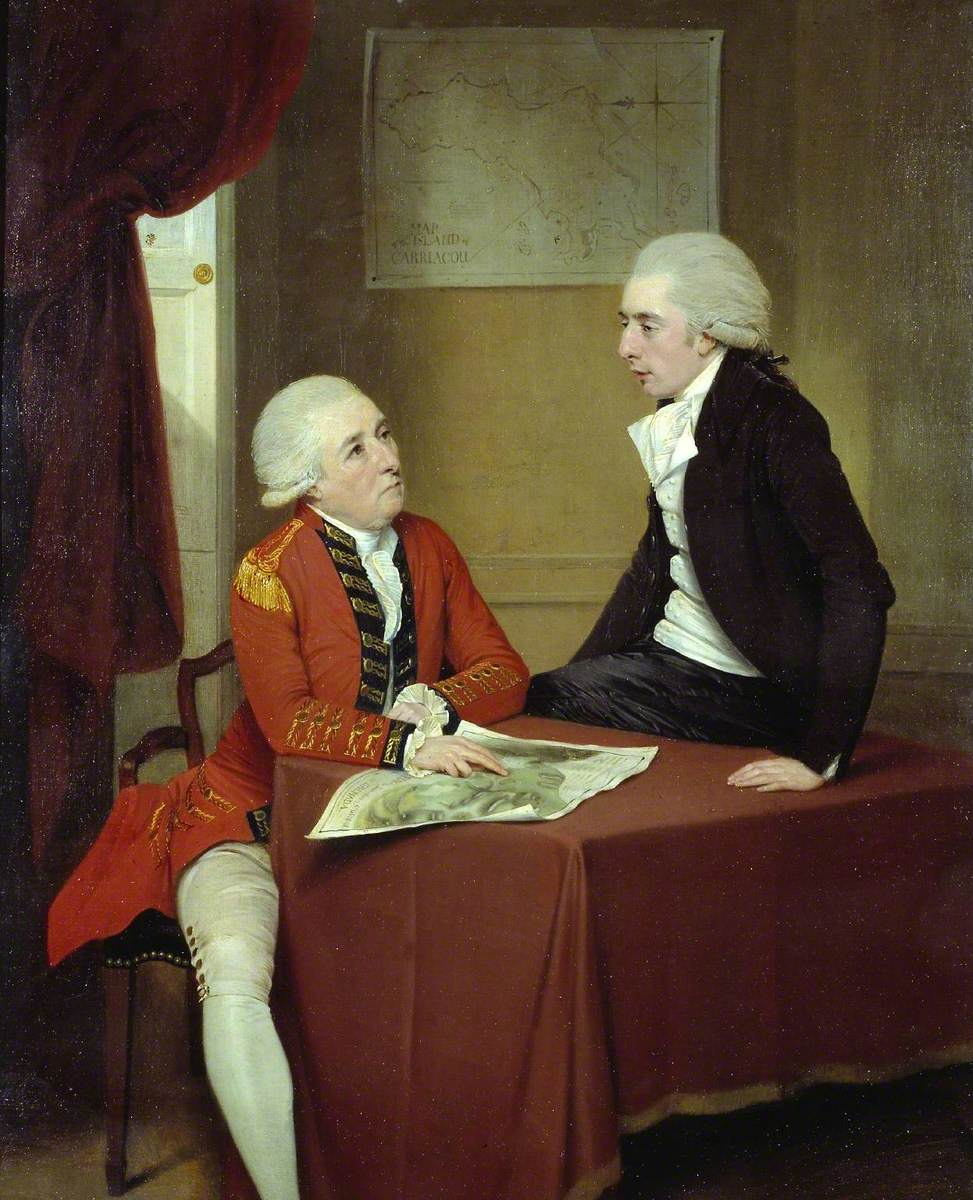
Sir Ralph Abercromby und sein Sohn, 1795/1800
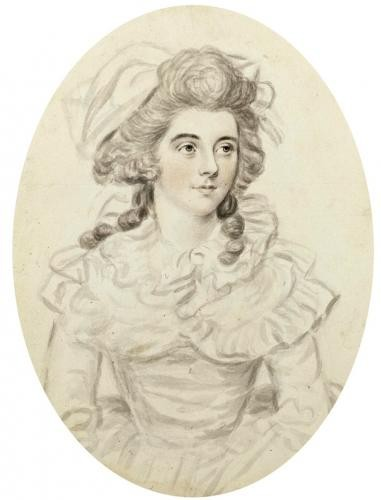
Georgiana Cavendish, Duchess of Devonshire, um 1780; Chatsworth House
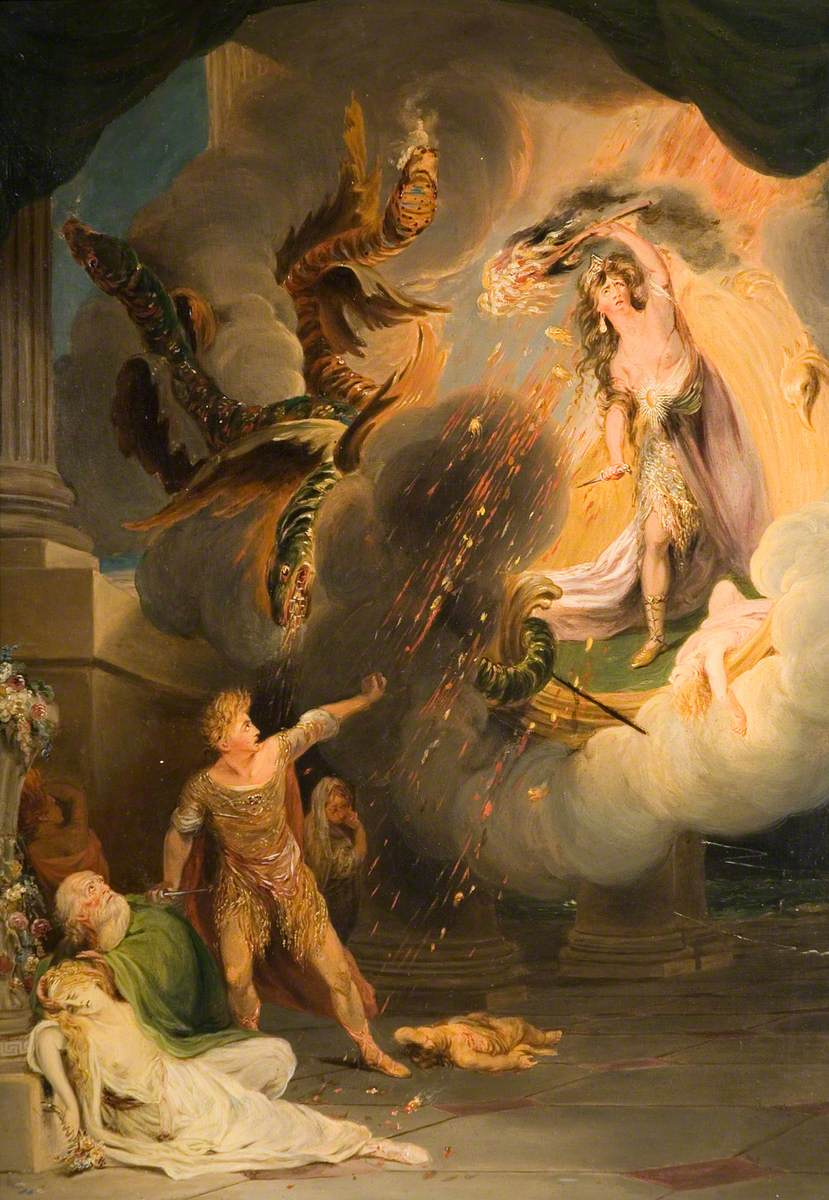
Eine Episode aus der Geschichte von Jason und Medea, Hinton Ampner House
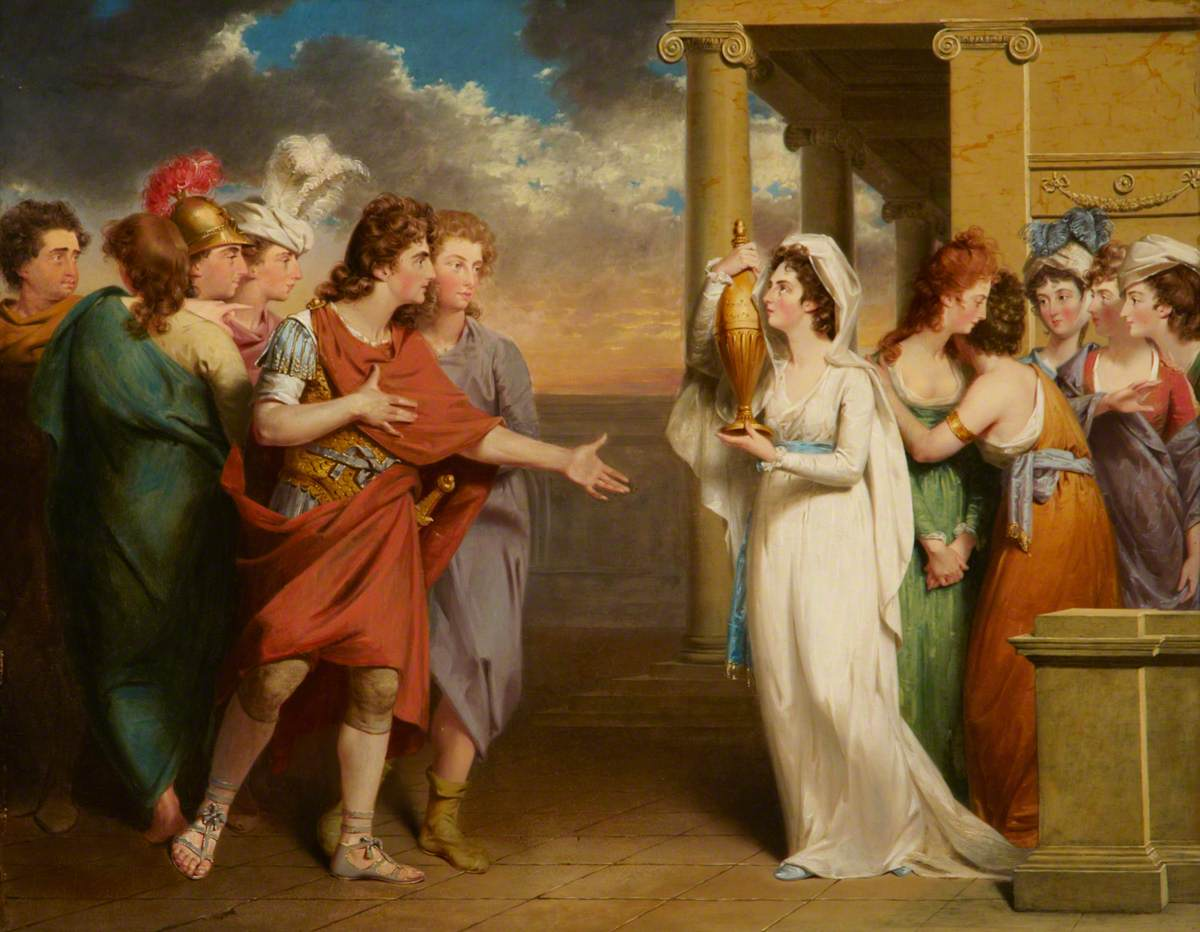
De rückkehr des Orest, 1782; Wolverhampton Art Gallery
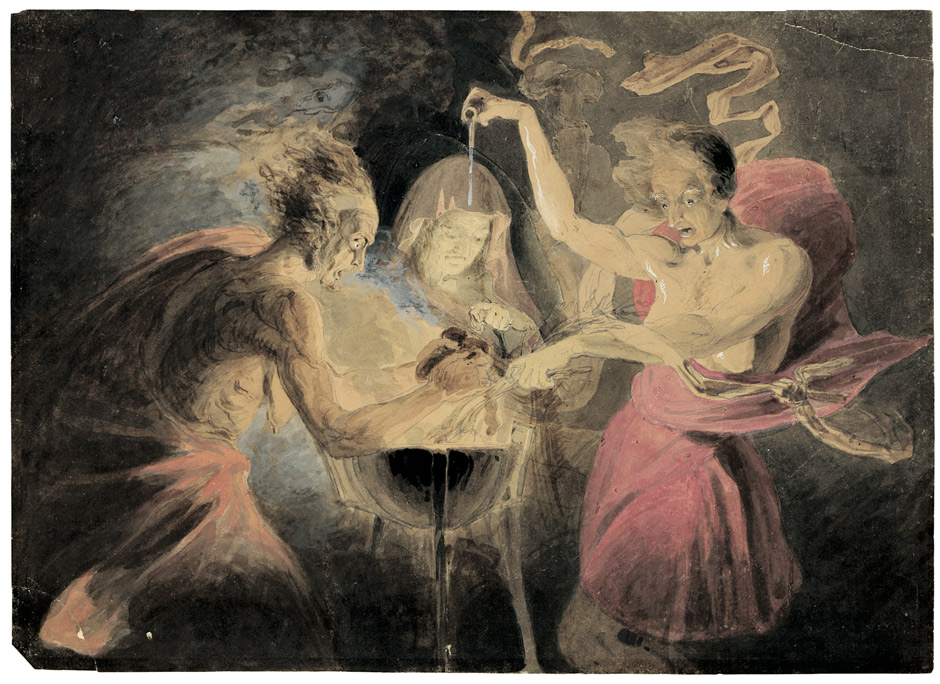
Die Hexen aus Macbeth, 1824

Downmans Werke sind unter anderem in der National Gallery in London ausgestellt.